# Alternativa Soriana Independiente
Alternativa Soriana Independiente (ASI o ALSI) fue un partido político de la provincia de Soria que actuaba en el municipio de Soria, en la comunidad autónoma española de Castilla y León. Fue el primer partido sorianista independiente que obtuvo representación municipal.

## Historia
Alternativa Soriana Independiente surgió en 1995 como el primer partido sorianista independiente aunque su actuación se circunscribía únicamente a la ciudad de Soria, logrando dos concejales en las elecciones municipales de 1995 en el Ayuntamiento de Soria. Esta formación fue inscrita el 13 de abril de 1999 en el registro de partidos del Ministerio del Interior. En 1999 arrebata junto a PSOE e IU la alcaldía de la ciudad al PP con el tripartito de izquierdas formado por PSOE (6 concejales), ASI (4 concejales) e IU (1 concejal). En las elecciones de 2003 le pasó factura su pacto con el PSOE, pasando a 1 concejal, desapareciendo en los siguientes comicios.